# 1,3-丙二醇
1,3-丙二醇（英語：1,3-Propanediol，缩写PDO）是化学式为CH2(CH2OH)2的有机化合物，是一种三碳二醇，无色透明液体，可与水以任意比例混溶。

## 制取
1,3-丙二醇通常由丙烯醛水合反应合成。